# Pozo canadiense
El pozo canadiense o pozo provenzal es una técnica de climatización que permite mantener más fresca la casa en verano, y más cálida en el invierno, usando la energía geotérmica.

## Principio de funcionamiento
El principio de funcionamiento es simple. Si se toma la temperatura en la superficie, se puede observar una diferencia de temperaturas (amplitud térmica) que dependerá del lugar geográfico y condiciones particulares que definan el clima del lugar.
Por otro lado, si se comienza a tomar temperaturas del suelo, a distintas profundidades, se observará que a una determinada profundidad (alrededor de los 2 metros) la temperatura permanece constante a lo largo del año y, además, dicha temperatura se corresponde con la temperatura media del lugar. Si esta temperatura media es agradable, entonces resultará adecuado que la gente «conecte» su casa con la tierra.
El pozo canadiense consiste en una serie de tubos, colocados a la profundidad deseada, que recorren una determinada cantidad de metros por debajo de la tierra, por los que circula aire, permitiendo que ocurra un intercambio de calor, entre el aire que circula y la tierra que lo rodea. El calor se mueve desde los cuerpos más calientes a los más fríos.
En invierno, el aire exterior está más frío. La temperatura a dos metros de profundidad es mayor que la temperatura en la superficie; por lo tanto, al circular aire frío por los tubos, la tierra cede calor y calienta el aire, que llegará a la casa permitiendo de esta forma calentar la vivienda. En verano, la temperatura del aire es mayor que la temperatura media a 2 metros de profundidad; por lo tanto, al circular el aire por los tubos, cederá calor y llegará a la casa con varios grados menos, refrigerando entonces los ambientes.

## Particularidades
Parámetros a tener en cuenta:
- Analizar la temperatura media del lugar
- Definir método para producir la circulación del aire
- Calcular la extensión en metros de los tubos (o cañerías)
- Profundidad a la que se ubicarán las mismas
- Volumen de aire que se desea circular (dependerá del tamaño de los ambientes, etc.)

Las posibilidades de utilizar un pozo canadiense además dependerá del tamaño del terreno, el tipo de terreno, que podrán incidir en la mayor o menor facilidad de incorporar cañerías a dicha profundidad, y de la extensión adecuada.